# Rio Ghiţălăria
O Rio Ghiţălăria é um rio da Romênia, afluente do Jijia, localizado no distrito de Botoşani.